# Beatrice Vio
Pour les articles homonymes, voir Vio.
Beatrice Maria Adelaide Marzia Vio, fréquemment appelée Bebe Vio, née le 4 mars 1997 à Venise, est une escrimeuse handisport italienne qui pratique le fleuret, championne paralympique en 2016 et en 2020. Elle remporte le Laureus World Sports Awards du « Sportif avec un handicap de l'année » en 2017.

## Biographie
Enfant, elle débute l'escrime à l'âge de cinq ans. Son handicap l'atteint à l'âge de onze ans, alors qu'une méningite sévère accompagnée de nécroses lui coûte ses deux jambes et ses deux avant-bras et laisse des marques sur son visage. 
Après trois mois d'hospitalisation, elle reprend l'école. Après une année de rééducation intensive, elle parvient également à reprendre l'escrime, grâce à des prothèses spéciales permettant de tenir un fleuret (les fleurets, identiques à ceux des valides, pèsent 500 grammes). Elle est la première femme à avoir été équipée de ce type de prothèse qui furent créées par son père et des spécialistes spécialement pour elle à Bologne.
Elle devient rapidement connue pour son style agressif et sa performance en compétition.
Vio attire les médias et devient l'un des porte-paroles italiens du handisport, intervenant régulièrement dans des émissions de télévision, sportives et rallie à sa cause son modèle d'enfance, la légende de l'escrime italienne Valentina Vezzali.
Sur les pistes, elle multiplie les succès, remportant le championnat d'Europe 2014 en individuel et par équipes, puis le championnat du monde en 2015 et devenant championne paralympique en 2016. Son parcours durant ce dernier événement est remarquable : elle remporte ses cinq assauts de poule par 5-0, puis bat en quarts de finale la multiple médaillée Marta Makowska (15-6), la tenante du titre Yao Fang, très sèchement, en demi-finale (15-1), puis triomphe en finale contre Zhou Jingjing (15-7). Son bilan sur la compétition est de 70 touches portées pour 14 reçues. Bien qu'elle soit atteinte du handicap le plus lourd et, classée dans la catégorie B, supposée désavantagée par rapport aux catégories A, elle tient le rôle de finisseuse du relais italien. Battue en demi-finale contre la Chine, l'Italie se reprend en remportant le bronze grâce à un dernier relais solide de Beatrice Vio. Lancée à 38-40, puis menée 42-44, elle parvient à inverser la tendance contre la septuple championne paralympique hongkongaise Yu Chui Yee.
Elle cofonde l'association « Art4sport », qui soutient les jeunes sportifs en situation de handicap, notamment dans le financement de prothèses adaptées. 
Elle est une des figures principales du documentaire Comme des phénix : L'esprit paralympique sorti sur la plateforme de streaming Netflix en 2020.
Elle remporte à nouveau le tournoi aux Jeux paralympiques d'été de 2020.
Le 15 septembre 2021, elle est présente à la session plénière du Parlement européen lors du discours sur l'état de l'Union d'Ursula von der Leyen. Elle y est prise comme exemple de ténacité et de capacité d'agir en dépit des difficultés.
Aux Jeux paralympiques d'été de 2024, grande favorite du tournoi, elle perd en demi-finales de fleuret contre la Chinoise Xiao Rong après avoir demandé une pause technique en raison d'une gêne causée par la sangle de son fauteuil. Elle termine avec le bronze. À l'occasion de la compétition, une polémique naît sur sa participation : elle concourt avec des athlètes n'ayant pas le contrôle total de leur tronc alors qu'elle l'a, son handicap la rendant non classifiable. Plusieurs équipes portent réclamation contre sa participation sans succès ; l'entraîneur de l'équipe de France Sébastien Barrois affirme qu'elle est un véritable atout marketing pour la discipline mais que compétitivement, le résultat est injuste.

## Palmarès
- Jeux paralympiques
  -  Médaille d'or en individuel aux Jeux paralympiques de 2016 à Rio de Janeiro[1]
  -  Médaille d'or en individuel aux Jeux paralympiques de 2020 à Tokyo[1],[4]
  -  Médaille d'argent par équipes aux Jeux paralympiques de 2020 à Tokyo[5]
  -  Médaille de bronze par équipes aux Jeux paralympiques de 2016 à Rio de Janeiro
  -  Médaille de bronze en individuel aux Jeux paralympiques de 2024 à Paris[1]

- Championnats du monde
  -  Médaille d'or en individuel aux championnats du monde 2015 à Eger
  -  Médaille d'or en individuel aux championnats du monde 2017 à Rome
  -  Médaille d'or par équipes aux championnats du monde 2017 à Rome
  -  Médaille d'or en individuel aux championnats du monde 2019 à Cheongju[6]
  -  Médaille de bronze par équipes aux championnats du monde 2015 à Eger
  -  Médaille de bronze par équipes aux championnats du monde 2019 à Cheongju

- Championnats d'Europe
  -  Médaille d'or en individuel aux championnats d'Europe 2014 à Strasbourg
  -  Médaille d'or par équipes aux championnats d'Europe 2014 à Strasbourg
  -  Médaille d'or en individuel aux championnats d'Europe 2016 à Casale Monferrato
  -  Médaille d'or en individuel aux championnats d'Europe 2018 à Terni[7]
  -  Médaille d'or par équipes aux championnats d'Europe 2018 à Terni
  -  Médaille d'argent par équipes aux championnats d'Europe 2016 à Casale Monferrato